# Bataille de Beaupréau (1794)
Pour l’article homonyme, voir Bataille de Beaupréau.
Guerre de Vendée
Batailles
La bataille de Beaupréau se déroule le 14 février 1794 lors de la guerre de Vendée. Elle s'achève par la victoire des républicains.

## Prélude
Après sa défaite à Cholet le 8 février 1794, le général vendéen Jean-Nicolas Stofflet se retire sur Chemillé, qu'il abandonne ensuite pour gagner Beaupréau. Le général républicain Cordellier se lance alors à sa poursuite. Le 10 février, il parcourt la route de Cholet à Vihiers, sans trouver trace de l'armée vendéenne. Le 13, il investit Chemillé, qu'il fait incendier, puis il gagne Beaupréau dans la soirée,. Le lendemain, l'armée de Stofflet lance l'attaque contre Cordellier depuis les villages de Montrevault et La Poitevinière, au nord et au nord-est de Beaupréau,.

## Forces en présence
Le général Cordellier et son second, le général Crouzat, sont alors à la tête d'une colonne de 2 000 à 3 000 hommes,. Dans ses mémoires, l'officier vendéen Louis Monnier estime les républicains à 3 000 hommes lors de cette bataille.

## Déroulement
Dans son rapport au général en chef Turreau, Cordellier indique que les Vendéens engagent le combat le 14 février, à 9 heures du matin, en assaillant les avant-postes républicains du côté de Montrevault et de la La Poitevinière, au nord,. Le 74e régiment, placé à l'avant-garde avec quinze chasseurs à cheval, oppose cependant une forte résistance et parvient à contenir l'attaque. Cordellier fait alors battre la générale et sort de la ville à la rencontre des Vendéens. Cependant une colonne vendéenne contourne les positions républicaines et entre dans la ville de Beaupréau par la route de Gesté, à l'ouest. Surpris, les bataillons patriotes n'ont pas le temps de marcher dans leur ordre de bataille et Cordellier donne l'ordre à ses hommes de se déployer en tirailleurs,. Les Vendéens finissent par céder et battent en retraite, poursuivis par les républicains. Le gros de leurs forces s'enfuit par La Chaussaire, à l'ouest de Beaupréau. La fusillade s'achève à quatre heures du soir,. Cordellier cesse la poursuite à la tombée de la nuit et fait ensuite bivouaquer ses troupes à La Regrippière.
L'officier royaliste Louis Monnier évoque brièvement le combat dans ses mémoires. Selon lui l'attaque fut « mal dirigée », les Vendéens « n'avaient pas quatre coups à tirer » et furent « battus complètement et poursuivis de très près ».

## Pertes
Dans son rapport à Turreau, Cordellier affirme que ses pertes sont d'à peine 50 hommes, tandis qu'il évalue celles des Vendéens à 600 hommes, dont plus de 150 noyés dans l'Èvre et la Sanguèze, près de La Chaussaire,. L'aide-de-camp de Cordellier donne quant à lui un bilan de 700 morts pour les insurgés dans un courrier envoyé le même jour au général Huché.
Dans ses mémoires, l'officier royaliste Bertrand Poirier de Beauvais donne cependant un bilan moins élevé et écrit que les pertes de l'Armée d'Anjou furent d'environ 200 hommes.
La jeune comtesse Marie Danguy de Bruc, qui selon Bertrand Poirier de Beauvais s'était distinguée par son « héroïsme » lors de la bataille de Cholet, est tuée lors du combat de Beaupréau. Le général Cordellier indique dans son rapport qu'« une femme, entre autres, est restée sur-le-champ de bataille. On a trouvé sur elle une somme considérable en or, argent, assignats et bijoux ». Dans leurs mémoires, les officiers Louis Monnier et Bertrand Poirier de Beauvais rapportent qu'elle trouve la mort lors de la déroute, par la faute de son beau-frère, le chevalier de Bruc, qui, trouvant inconvenant qu'elle soit en croupe derrière un cavalier, l'oblige à descendre de cheval avant de l'abandonner à l'arrivée des hussards républicains. La comtesse de Bruc est ensuite « sabrée et mise en morceaux » par les hussards,.